# آی‌تی‌تی

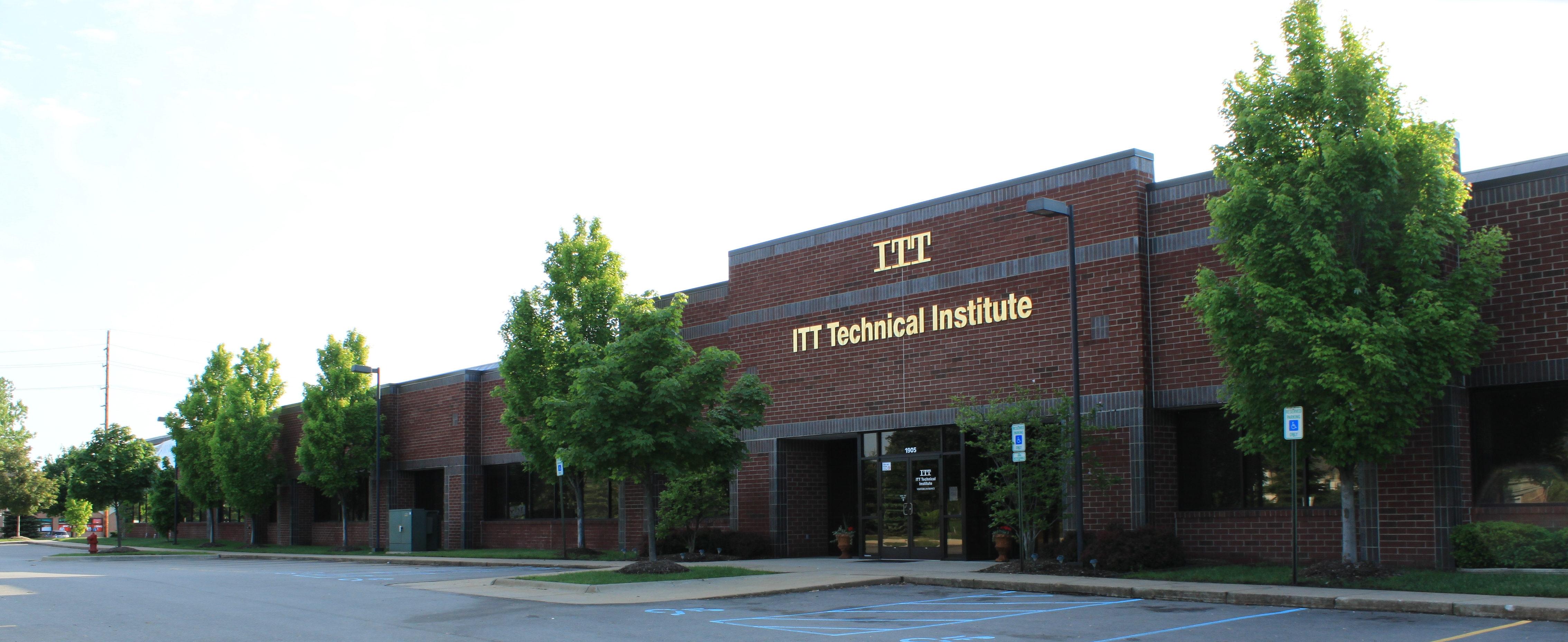
مؤسسه فنی آی‌تی‌تی در کانتون، میشیگان

آی‌تی‌تی (به انگلیسی: ITT) شرکت خوشه‌ای آمریکایی است، که به‌عنوان سومین شرکت آب جهان شناخته می‌شود.
این شرکت در ۳ حوزه کاملاً" مستقل از یکدیگر فعالیت می‌کند. بخش آب و سیالات که بزرگترین تولیدکننده پمپ‌های آب و تجهیزات انتقال آب و مایعات در جهان است، بخش صنایع جنگ‌افزاری این شرکت تولیدکننده تجهیزات امنیتی-الکترونیکی و سیستم‌های دفاعی است، که یکی از ۱۰ پیمانکار بزرگ طرف قرارداد وزارت دفاع ایالات متحده آمریکا به‌شمار می‌آید و سومین قسمت این شرکت، بخش فناوری هوافضا و تجهیزات ترابری آن می‌باشد.
شرکت آی‌تی‌تی در سال ۱۹۲۰ تحت نام اینترنشنال تلفن اند تلگراف، (به انگلیسی: International Telephone & Telegraph) که به‌اختصار آی‌تی اند تی (مخفف انگلیسی: IT&T) خوانده می‌شد، فعالیتش را آغاز نمود. در سال ۱۹۹۶ نام آن به شرکت صنایع آی‌تی‌تی (به انگلیسی: ITT Industries) تغییر پیدا کرد و سرانجام در سال ۲۰۰۶ به آی‌تی‌تی کورپوریشن (به انگلیسی: ITT Corporation) تغییر نام داد.
در حال حاضر دفتر مرکزی این شرکت در شهر وایت پلاینز، نیویورک، ایالات متحده آمریکا قرار دارد و سهام آن در بازار بورس نیویورک معامله می‌شود.